# Toshinori Oda
Toshinori Oda (織田敏憲 Oda Toshinori?) es un personaje de la novela Battle Royale. En la película y el manga tiene el mismo nombre. En el manga traducido al inglés sus compañeros lo apodan Froggy ("Ranita" en inglés). En la película el papel de Toshinori Oda fue interpretado por Shigehiro Yamaguchi.

## Antes del juego
Toshinori Oda es uno de los estudiantes de la clase de tercer año del instituto Shiroiwa de la ciudad ficticia de Shiroiwa, en la prefectura de Kagawa. Es un chico antipático, llamado despectivamente Cara-Rana. Oda sabe perfectamente que nadie le quiere por ser como es, feo, y por eso odia a todos sus compañeros a los que la gente consideran "atractivos". También detesta a los chicos altos ya que él es de baja estatura (mide 1,62). Su odio es hacia muchos pero en especial a Shuya Nanahara y Hiroki Sugimura, quienes aparte de ser altos y muy atractivos, tienen cualidades de las que Oda carece.
Oda también tiene conflictos con muchas chicas ya que, para él, las mujeres son sólo fábricas de hacer niños y a sus ojos su única utilidad es ser adornos para los hombres exitosos, sometiéndose a que el marido haga lo que quiera mientras ellas solo deben ser buenas amas de casa. Así como su odio y manía a la mayoría de las personas, Oda odia la suciedad, y sobre todo, las casas que estén muy sucias. También tiene un gran odio y repugnancia a lo que él llama "actividades, entretenimiento de gente vulgar", incluyendo en estas supuestas "vulgaridades" la música rock, el sexo desenfrenado (incluye aquí también la homosexualidad que para él es enfermedad, considerando enfermo a Sho Tsukioka, quien es abiertamente gay), los deportes, las reuniones de sus compañeros al salir de clase, la televisión (repleta de programación basura, según Oda), y sobre todo, todo aquel o aquello que esté en un nivel socioeconómico más bajo que el de Oda y su familia.
Oda viene de una familia de clase alta, por ello ve a la mayoría de sus compañeros, e incluso a su hermano mayor, como personas "vulgares" que no le llegan a la suela de los zapatos. Su padre posee una red de compañía de alimentación, que será heredada al hermano mayor de Oda, Tadanori, lo cual no le molesta ya que aunque el que su familia posea esta empresa es lo que lo hace considerarse superior al resto, al mismo tiempo considera que "Trabajar ensuciándose las manos con comida" es indigno de alguien como él. Oda también considera, injustificadamente, que su inteligencia es superior a la de sus compañeros y de algunos profesores, incluso superior a la de uno de los mejores estudiantes de la clase, Kyoichi Motobuchi, al que considera un "friki de poca monta"; aun así, se vio obligado a asistir a una escuela pública por orden de su padre, quien deseaba que se familiarizara con la gente de clase baja.
Oda es hábil tocando el violín, y aunque desde su perspectiva cree ser un prodigio, se le describe como simplemente bueno pero no sobresaliente: además, como sus compañeros prefieren la música rock de Nanahara a su música clásica, esto hace que Oda lo odie aún más. Su gran sueño es convertirse en director de la Orquesta Sinfónica del Estado, razonando que es un hecho que será famoso, reconocido como un prodigio y televisado constantemente. Aunque Oda es bueno tocando el violín, Kazuo Kiriyama lo supera con creces a pesar de no estar muy interesado en el instrumento (aunque críticos de música tildaron a Kiriyama como un virtuoso del violín, este rompió su violín y lo tiró a la basura tras aprender ya que no le estimulaba).
También se lo conoce a Oda por otro hobby, el de coleccionar armas de diseño, por lo que le es familiar todo lo relacionado con ellas aunque hasta que entra en "Battle Royale" nunca usó una.

## En el juego

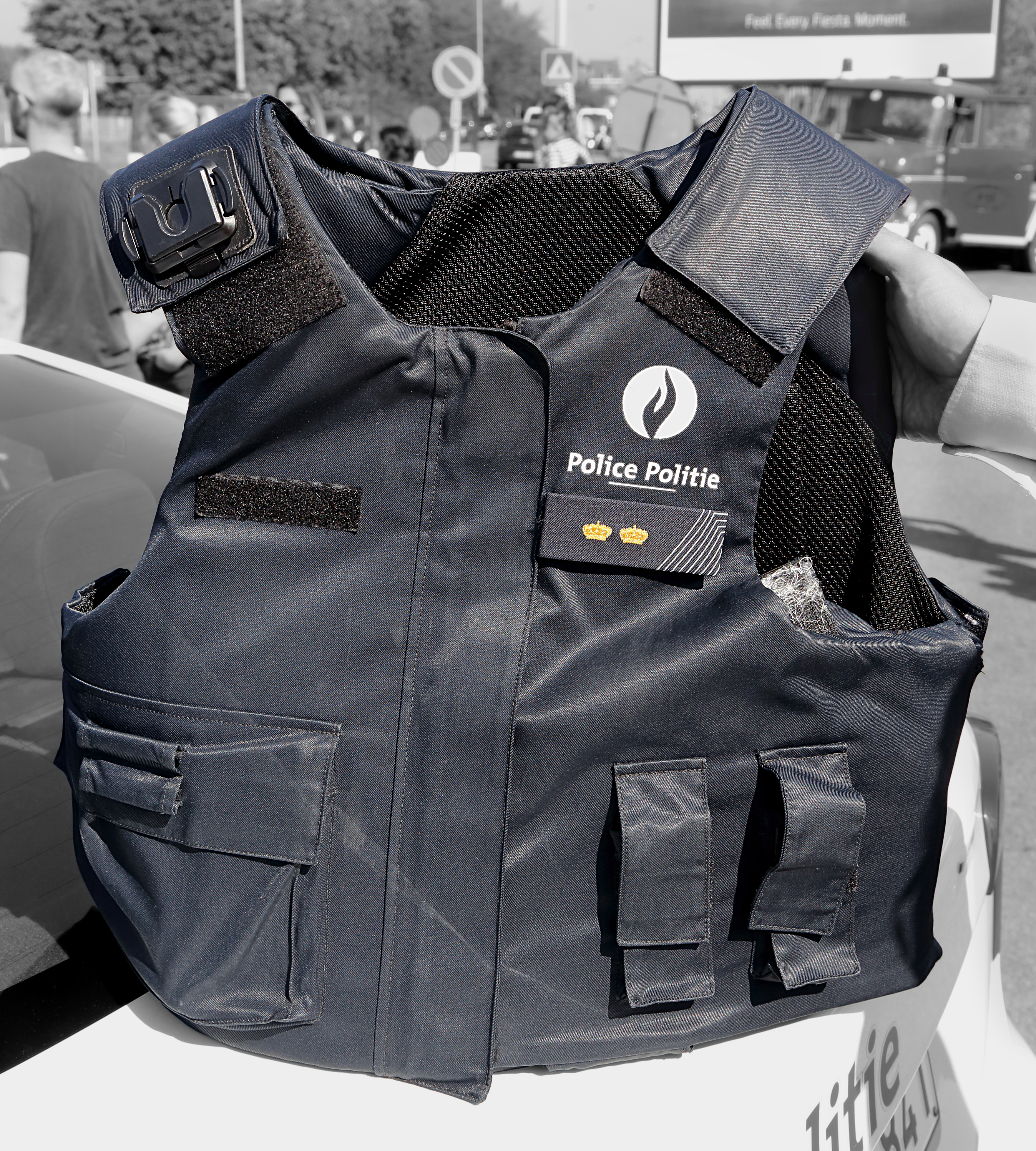
Como el equipamiento dado es aleatorio, Oda recibió un chaleco antibalas en lugar de un arma.

Oda recibe como equipamiento un chaleco antibalas, decidiendo ocultarse en una casa muy cerca del área residencial de donde obtiene un cuchillo de cocina que oculta entre su ropa y un casco de motociclista con el que protege su cabeza.
En el manga y la novela, asesina a Hirono Shimizu mientras sacaba agua de un pozo sin notar que la estaban observando. Oda comienza a estrangularla con un cinturón, Hirono le dispara en el estómago y lo da por muerto, sin saber que la verdadera razón para usar el casco es hacer que sus compañeros prefieran dispararle al pecho ya que llevaba su chaleco antibalas bajo la chaqueta; cuando Hirono baja la guardia le da a Oda otra oportunidad para atacar y consigue matarla. Coge el arma de Hirono y vuelve a su escondite. En el manga, Oda mata a Hirono tirándola al pozo.
Después, en la novela y el manga, se encuentra con Hiroki Sugimura y, aunque este no quiere pelear, Oda intenta matarlo y comienza una pelea donde Sugimura le dispara en un dedo (en el manga le rompe el dedo con un golpe y en la novela le amputa el anular de un disparo) arruinando cualquier oportunidad que Oda tuviera de una carrera como violinista. Sugimura le transmite el mensaje de Nanahara, que hay una oportunidad de escapar, pero Oda no le presta atención e intenta dispararle justo cuando aparece Kiriyama. 
En el manga, intenta engañar a Sugimura mostrándose como alguien débil y dócil mientras planea asesinarlo en cuanto baje la guardia como venganza por "privar al mundo de su talento con el violín", de la misma forma ni siquiera presta atención a la explicación sobre la oportunidad de escapar ya que se trataba de algo proveniente de Nanahara, la "encarnación viva de la vulgaridad", por ello finge estar de acuerdo solo para que Sugimura le permita tomar su arma, consciente que su compañero será más rápido disparando pero confiando en que podrá matarlo después de eso gracias a su chaleco; para su desgracia Sugimura notó en su chaqueta el disparo de Hirono, lo que le permitió deducir no solo que su verdadero equipamiento era un chaleco antibalas, sino también que si portaba un revólver lo había obtenido tras asesinar a su dueño.
En la novela, mientras Oda se distrae por el dolor de su herida, Sugimura se muestra decidido a acabarlo, pero no es capaz de disparar nuevamente ya que ignora que su arma es una automática y debe tirar de la recámara para volver a disparar, por lo que prefiere huir.

## Destino
Oda decide regresar a su escondite para atender sus heridas pero en el trayecto Kiriyama lo intercepta y acribilla con su ametralladora, aunque el chaleco lo salva y finge estar muerto, planeando matarlo cuando se descuide pero su plan falla. En la novela finge estar muerto esperando que Kiriyama recoja la pistola de Hirono para degollarlo por la espalda, para su desgracia, el metódico Kiriyama acostumbra rematar a sus víctimas como medida de seguridad y le dispara una última ráfaga a quemarropa en el rostro que literalmente licua la cabeza de Oda dentro de su casco y toma su chaleco antibalas.
En el manga, Kiriyama interrumpe mientras Oda discute con Sugimura, quien huye mientras le dispara a Oda, quien finge haber muerto por los impactos. Al igual que en la novela, Oda espera atacarlo cuando se confíe, pero cuando se incorpora y le apunta con la pistola de Hirono, Kiriyama muestra ser más rápido y no le da tiempo de disparar, acribillándolo con su MAC-10, en la entrepierna, haciendo que sus intestinos se salgan.
En la película, Oda no tiene tanto protagonismo como en la novela y el manga. Sale en sólo una escena donde Kiriyama lo está persiguiendo y este le dispara en el pecho, Oda vuelve a hacer el papel de muerto gracias a su chaleco antibalas y piensa que ha conseguido engañar a Kiriyama. Sin embargo, cuando Oda se confía y piensa que se ha ido, Kiriyama salta desde el tejado de una casa con una katana en la mano y lo decapita, después le pone una granada en la boca y lo usa como bomba para atacar a Nanahara, Kawada y Nakagawa que están ocultos en la misma casa donde atacó a Oda. En la película, Oda no mata a Hirono sino Mitsuko Souma.